# Horseheads North
Horseheads North est une census-designated place du comté de Chemung, dans l'État de New York, aux États-Unis,. En 2020, elle compte une population de 2 761 habitants.